# 斯旺鎮區 (內布拉斯加州霍爾特縣)
斯旺鎮區（英語：Swan Township）是位於美國內布拉斯加州霍爾特縣的一個行政鎮區。

## 地方資料
斯旺鎮區的面積為278.14平方千米，當中陸地面積為276.30平方千米，而水域面積為1.84平方千米。根據2020年美國人口普查的數據，當地共有人口39人，而人口密度為每平方千米0.14人。